# Sławomir Grabowski
Sławomir Grabowski (ur. 1 listopada 1942 w Tomaszowie Mazowieckim, zm. 2 sierpnia 2022 w Łodzi) – pisarz, autor książek dla dzieci, scenarzysta filmów animowanych, autor dialogów i tekstów piosenek, związany przez całe życie zawodowe z łódzkim Se-ma-forem oraz Studiem Filmowym Anima-Pol. Kot Filemon i Wróbel Ćwirek to najsłynniejsze wymyślone przez niego postacie filmowe. Wspólnie z Markiem Nejmanem napisał opowiadania o przygodach kotka i wróbelka. Współpraca z Markiem Nejmanem zaowocowała publikacją ponad dwudziestu książek dla dzieci.
Scenarzysta lub współscenarzysta, często autor dialogów do wielu filmów animowanych i do takich seriali jak Przygód kilka wróbla Ćwirka, Wio Leokadio, Plastelinki, Notatnik przyrodniczy, Kolorowy świat Pacyka, Trzy misie, Kaktus i Mały. Do Misia Uszatka napisał dialogi – komentarze interpretowane przez Mieczysława Czechowicza.
Pełnił obowiązki dyrektora Se-ma-fora w roku 1993.

## Życiorys
W 1967 roku ukończył filologię polską i filmoznawstwo na Uniwersytecie Łódzkim. Od roku 1968 do 1998 związany z łódzkim Studiem Se-ma-for, jako scenarzysta, redaktor oraz dyrektor (1993). Równolegle w latach 1969–1974 pełnił funkcję asystenta na wydziale reżyserskim PWSFTviT w Łodzi.
Jest autorem lub współautorem około 200 scenariuszy filmów animowanych, aktorskich i programów telewizyjnych. Napisał również wiele tekstów do filmów – dialogów, komentarzy i piosenek, między innymi dialogi do wszystkich filmów z serialu Miś Uszatek.
Na początku lat 70. Grabowski z Markiem Nejmanem, działając jako spółka autorska, stworzyli parę popularnych bohaterów książek i filmów animowanych: Filemona i
Bonifacego (scenariusze do serialu telewizyjnego Przygody kota Filemona pisał Marek Nejman). Jednocześnie zaczęły powstawać książki o przygodach dwóch kotów, wydawane przez NASZĄ KSIĘGARNIĘ, które jak się wydaje zapoczątkowały w Polsce modę na literackie wersje znanych seriali. Na fali tej popularności autorzy napisali jeszcze scenariusze
do filmów średniometrażowych z kotami, do filmu pełnometrażowego Filemon i przyjaciele oraz paru spektakli teatru lalkowego. Kolejną popularną serią było
Przygód kilka wróbla Ćwirka, również wzbogacone o wersje literackie. Jedną z ostatnich wspólnych prac scenariuszowych były, powstałe w roku 1998 Bliskie spotkania z historią dziewiętnastoodcinkowy cykl półgodzinnych programów telewizyjnych.
W latach następnych Grabowski częściej współpracował z Antonim Bańkowskim. Rezultatem tej współpracy były filmy średniometrażowe Mokra bajeczka, Zemsta w Odrzykoniu i Sznurowadło w supełki realizowane w Se-ma-forze oraz seriale Notatnik przyrodniczy, Kaktus i Mały produkowane w Studiu Filmowym Anima-Pol. W dalszym jednak ciągu, we współpracy z Nejmanem, powstawały kolejne książki.

## Książki
Wszystkie książki napisane wspólnie z Markiem Nejmanem, z wyjątkiem Ulepka i Bryłki z Antonim Bańkowskim oraz Dziennika majtka kajakowego napisanego samodzielnie.
Tytuły i rok wydania: Noc kota Filomena /1976 r./; Przygody kota Filemona /1978r./; Kowalski do tablicy /1978 r./; Kowalski na wakacjach /1981 r./; Filemon i Bonifacy /1980 r./; Znaki i znaczki /1982 r./; Dziennik majtka kajakowego /1983 r./; Cztery plus z wieloryba /1985 r./; Filemon, Bonifacy i Szczeniak /1985 r./; Jaś Kowalski, Bajkowa 2 /1987 r./; Ćwirkowy rok /1987 r./; Ulepek i Bryłka /1988 r./; Wielka awantura /1990 r./; O kalendarzu, który miał pstro w głowie /1990 r./; Apetyt na stroniczki /1991 r./; Ożeń się Ćwirku /1991 r./; Przygód kilka wróbla Ćwirka /1993r./; Filemon i przyjaciele /1995 r./; Zwariowana okolica /2001 r./; Zabawa w chowanego /2003 r./; Ciotka z dalekiego morza /2005 r./; Kot Filemon i Kot w butach /2009 r./;
Kot Filemon i Złota Rybka /2009 r./; Kot Filemon i Kopciuszek /2010 r./; Kot Filemon i Czerwony Kapturek /2010 r./; Kot Filemon i nowe przygody /2015 r./.
Ukazało się również kilka niedużych, ale bardzo popularnych, tzw. poczytajek z serii Poczytaj mi, mamo, które po latach weszły po części do trzech edycji zbiorowych wydanych przez Naszą Księgarnię: Noc kota Filomena /1976 r./; Gdzie pieprz rośnie /1977 r./; O gadającym zegarze i maszynie do pisania wierszy /1979 r./; Palcem po mapie /1980 r./; Co w rurach piszczy /1982 r./; Nie zjem cię jak opowiesz /1983 r./; Cień pradziadka /1986 r./; Wilczy apetyt /1987 r./.
We współpracy z Antonim Bańkowskim powstało także wydawnictwo jubileuszowo – dokumentacyjne SEMAFOR 1947 – 1997 wydane przez Studio Se-ma-for w 1999.

## Filmografia
1. 1971 – MALOWANY UL. Film animowany. Scenariusz
2. 1971 – KLECHDY POLSKIE. Serial animowany. Scenariusz. Odc. OPOWIEŚĆ BURSZTYNOWA (8)
3. 1972 – UCIECZKA – WYCIECZKA.Serial fabularny. Scenariusz
4. 1972 – NIEZNOŚNE DŹWIĘKI. Film animowany. Scenariusz
5. 1972 – JAŚ KOWALSKI, WARSZAWA, UL. BAJKOWA 2. Film animowany. Scenariusz
6. 1973 – HOCKI-KLOCKI. Film animowany. Scenariusz
7. 1974 – STRASZNY SEN MAJSTERKOWICZA. Film animowany. Scenariusz
8. 1974 – SPACER POD PSEM. Film fabularny – telewizyjny. Scenariusz
9. 1974 – SKĄD POCIĄGI DO PARYŻA NIE ODJEŻDŻAJĄ. Film fabularny – krótkometrażowy. Scenariusz
10. 1974 – ŁÓDŹ 1423-1973. Film animowany. Scenariusz
11. 1974 – KOSMOGONIA. Film animowany. Scenariusz
12. 1974 – KOCIA MUZYKA. Film animowany. Scenariusz
13. 1975 – PUSTY BASEN. Film animowany. Scenariusz
14. 1975 – LEOKADIA NIEKOŃ. Film animowany. Scenariusz (nie występuje w napisach)
15. 1975 – LEOKADIA NI TO NI OWO. Film animowany. Scenariusz (nie występuje w napisach)
16. 1975 – LEOKADIA I TYGRYS. Film animowany. Scenariusz (nie występuje w napisach)
17. 1975 – LEOKADIA I SKRZYDŁA. Film animowany. Scenariusz (nie występuje w napisach)
18. 1975 – LEOKADIA I PRZYJAŹŃ. Film animowany. Scenariusz (nie występuje w napisach)
19. 1975 – LEOKADIA I OSTATNIA PRZYGODA. Film animowany. Scenariusz (nie występuje w napisach)
20. 1975 – LEOKADIA I EMERYTURA. Film animowany. Scenariusz (nie występuje w napisach)
21. 1975 – LEOKADIA I CIĘŻARY. Film animowany. Scenariusz (nie występuje w napisach)
22. 1975 – KOŃ BY SIĘ UŚMIAŁ. Film fabularny – krótkometrażowy. Scenariusz
23. 1975-1983 – PRZYGODY SKRZATÓW. Serial animowany.
24. 1975 -1987 – MIŚ USZATEK. Serial lakowy. Komentarz – dialogi (nie występuje w napisach)
25. 1976 – ŻAGLOWIEC. Film animowany. Scenariusz
26. 1976 – WŁAŚCIWE MIEJSCE. Film animowany. Scenariusz
27. 1976 – KOALA. Film fabularny – krótkometrażowy. Scenariusz
28. 1976 – DZIECKO GWIAZDY. Film animowany. Dialogi, Słowa piosenek
29. 1976 – COLARGOL NA DZIKIM ZACHODZIE. Film animowany. Dialogi
30. 1977 – SZTUCER. Film fabularny – krótkometrażowy. Scenariusz
31. 1978 – PIĘKNA FILIŻANKA. Film animowany. Scenariusz
32. 1979 – XXXV LECIE PRL. Film animowany. Scenariusz
33. 1979 – KLEKS. Film animowany. Scenariusz
34. 1979 – COLARGOL I CUDOWNA WALIZKA. Film animowany. Dialogi, Słowa piosenek
35. 1980 – PLASTELINKI. Serial animowany. Scenariusz
36. 1980 – NOMA OPOWIEŚĆ BIBLIJNA. Film animowany. Scenariusz
37. 1980 – ŁÓDŹ 1905 ROKU. Film animowany. Scenariusz
38. 1980 – INDYK NA DACHU. Film fabularny – krótkometrażowy. Scenariusz
39. 1981 – SKRZATY W ŁAZIENCE. Film animowany. Scenariusz
40. 1982 – TRZY MISIE. Serial animowany. Dialogi. Odc. SREBRNA ŁYŻKA (3)
41. 1982 – TRZY MISIE. Serial animowany. Dialogi, Słowa piosenek. Odc. ZGUBIENI W LESIE (1), NAD BOBROWĄ RZEKĄ (2), BURZA (4), JEŻYNY (5)
42. 1982 – SKRZATY I ZABAWKI. Film animowany. Scenariusz
43. 1982 – KOLOROWY ŚWIAT PACYKA. Serial animowany. Scenariusz. odc. LEW W KWIATKI (3), KUKURYKU! (4)
44. 1982 – CHŁOPIEC Z GLINY. Film animowany. Scenariusz
45. 1983 – TRZY MISIE. Serial animowany. Słowa piosenek. Odc. ZGUBIONE OKULARY (6)
46. 1983 – MALOWANKI SKRZATÓW. Film animowany. Scenariusz
47. 1983 – 1989 – PRZYGÓD KILKA WRÓBLA ĆWIRKA. Serial animowany. Scenariusz
48. 1984 – KOLOROWY ŚWIAT PACYKA. Serial animowany. Scenariusz. OGRÓDEK (5)
49. 1985 – SIROCCO. Film animowany. Scenariusz
50. 1985 – PIÓRKO. Film animowany. Scenariusz
51. 1986 – KOLEKCJA. Film animowany. Scenariusz
52. 1986 – E – 16. Film animowany. Scenariusz
53. 1988 – KOLOROWY ŚWIAT PACYKA. Serial animowany. Scenariusz. Odc. GRZYBOBRANIE (11)
54. 1989 – WYSTARCZY POLUBIĆ DESZCZ. Film animowany. Scenariusz
55. 1991 – PODRÓŻ Z ZACZAROWANYM OŁÓWKIEM. Film animowany. Scenariusz, Dialogi, Słowa piosenek
56. 1991 – FILEMON I PRZYJACIELE. Film animowany. Scenariusz, Dialogi, Słowa piosenek
57. 1992 – POSZUKIWACZE ZAGINIONEJ GWIAZDKI. Film animowany. Scenariusz
58. 1992 – OSIOŁ I LEW. Film animowany. Scenariusz. Z cyklu LEGENDY CHRZEŚCIJAŃSKIE
59. 1992 – 1998 – NOTATNIK PRZYRODNICZY. Serial animowany. Scenariusz (w napisach określenie funkcji: Realizacja)
60. 1993 – CZARODZIEJ NA KSIĘŻYCU. LEGENDA POLSKA. Film animowany. Scenariusz. Z cyklu NAUKA I LEGENDA
61. 1993 – NA DRUGI BRZEG. Film animowany. Scenariusz
62. 1993 – CO SIĘ KOMU ŚNI? Serial animowany. Scenariusz BUJANIE W OBŁOKACH
63. 1994 – LEGENDA KRAKOWSKA. Film animowany. Scenariusz
64. 1995 – GWIAZDKA KOTA FILEMONA. Film animowany. Scenariusz, Dialogi, Słowa piosenek
65. 1997 – ZEMSTA W ODRZYKONIU. Film animowany. Scenariusz, Dialogi. Z cyklu ZA SIEDMIOMA DUCHAMI
66. 1997 – KOCIA WIELKANOC. Film animowany. Scenariusz, Dialogi, Słowa piosenek
67. 2000 – SZNUROWADŁO W SUPEŁKI. Film animowany. Scenariusz, Dialogi, Słowa piosenek. Z cyklu ZA SIEDMIOMA DUCHAMI
68. 2005 – BIEG SZLAKIEM HISTORII – Spektakl telewizyjny. Scenariusz.
69. 2006 – MOKRA BAJECZKA. Film animowany. Scenariusz
70. 2012 – 2014 – KAKTUS I MAŁY. Serial animowany. Scenariusz, Dialogi[3].